# Абдулмалек ел Хајбри
Абдулмалек Абдулах ел Хајбри (арап. عبدالملك الخيبري‎, романизовано Abdulmalek Abdullah Al-Khaibri; Ријад, 13. март 1986) професионални је саудијски фудбалер који игра у средини терена на позицији дефанзивног везног играча.

## Клупска каријера
Читаву професионалну каријеру Ел Хајбри је провео играјући у саудијским клубовима, где је наступао за екипе Ал Кадисије, Ал Шабаба и Ал Хилала. 
У досадашњој каријери освојио је по три титуле првака Саудијске Арабије и тамошњег купа.

## Репрезентативна каријера
За сениорску репрезентацију Саудијске Арабије дебитовао је 17. новембра 2011. у пријатељској утакмици против селекције Гане. 
Био је део националног тима и на Светском првенству 2018. у Русији, али није одиграо ни један од три званична меча у групи А.

## Успеси и признања
ФК Ал Шабаб
- Саудијско првенство (1): 2011/12.
- Саудијски куп (2): 2008/09, 2013/14.
- Саудијски суперкуп (1): 2015/15.

 ФК Ал Хилал
- Саудијско првенство (2): 2016/17, 2017/18.
- Саудијски куп (1): 2016/17.